# Kandyduria
Kandyduria – termin medyczny oznaczający obecność grzybów Candida albicans w moczu. Zazwyczaj nie świadczy to o zakażeniu - drobnoustroje te stanowią florę fizjologiczną dolnych dróg moczowych. Leczenie pacjentów z dodatnimi wynikami posiewu moczu jest dyskusyjne.

## Leczenie
Dotychczas nie wykazano korzyści z leczenia osób z dodatnimi wynikami bakteriologicznymi, jeśli nie ma objawów klinicznych. Wyjątkiem są stany chorobowe obejmujące kandydozę uogólnioną, ciężki stan ogólny, neutropenię (zazwyczaj w przebiegu cukrzycy), niedobory odporności (często stany po przeszczepie) oraz niemowlęta. Należy usunąć cewnik Foleya oraz w miarę możliwości odstawić leki sprzyjające rozwojom grzybów - najczęściej są to antybiotyki.
Leczenie powinno trwać co najmniej 7 dni. Leki które można stosować:
- 5-fluorocytozyna
- amfoterycyna B - do pęcherza moczowego lub ogólnie
- flukonazol
- kaspofungina